# Вели Гољи
Вели Гољи (хрв. Veli Golji, итал. Goglia) је насељено место у општини Света Недеља, Истарска жупанија, Хрватска.

## Историја
До територијалне реорганизације у Хрватској били су у саставу старе општине Лабин.

## Становништво
У попису становништва из 2011. године, Вели Гољи су имали 72 становника.
| Број становника према пописима | Број становника према пописима | Број становника према пописима | Број становника према пописима | Број становника према пописима | Број становника према пописима | Број становника према пописима | Број становника према пописима | Број становника према пописима | Број становника према пописима | Број становника према пописима | Број становника према пописима | Број становника према пописима | Број становника према пописима | Број становника према пописима | Број становника према пописима |
| ------------------------------ | ------------------------------ | ------------------------------ | ------------------------------ | ------------------------------ | ------------------------------ | ------------------------------ | ------------------------------ | ------------------------------ | ------------------------------ | ------------------------------ | ------------------------------ | ------------------------------ | ------------------------------ | ------------------------------ | ------------------------------ |
| 1857                           | 1869                           | 1880                           | 1890                           | 1900                           | 1910                           | 1921                           | 1931                           | 1948                           | 1953                           | 1961                           | 1971                           | 1981                           | 1991                           | 2001                           | 2011                           |
| 0                              | 0                              | 211                            | 121                            | 157                            | 198                            | 0                              | 0                              | 181                            | 176                            | 169                            | 122                            | 102                            | 83                             | 89                             | 72                             |

Напомена: Године 1880. исказивано под именом Гољи, а од 1890. до 1910. под именом Гоља. Године 1857, 1869, 1921. и 1931. подаци су садржани у насељу Цере. Године 1880. садржи податке за насељено место Мали Гољи.